# Andrea Ellenberger
Andrea Ellenberger (22 marzo 1993) è una sciatrice alpina svizzera.

## Biografia
Attiva in gare FIS dal novembre del 2008, la Ellenberger ha debuttato in Coppa Europa il 14 dicembre 2011 a Zinal in slalom gigante e in Coppa del Mondo il 16 dicembre 2012 a Courchevel sempre in slalom gigante, in entrambi i casi senza portare a termine la prima manche.
Ai Mondiali di Åre 2019, suo esordio iridato, ha vinto la medaglia d'oro nella gara a squadre (partecipando come riserva) e ha chiuso al 10º posto lo slalom gigante; ai XXIV Giochi olimpici invernali di Pechino 2022, sua prima presenza olimpica, si è classificata 6ª nella gara a squadre e ai Mondiali di Courchevel/Méribel 2023 si è classificata 14ª nel parallelo, 5ª nella gara a squadre e non ha completato lo slalom gigante.

## Palmarès

### Mondiali
- 1 medaglia:
  - 1 oro (gara a squadre a Åre 2019)

### Mondiali juniores
- 1 medaglia:
  - 1 bronzo (gara a squadre a Roccaraso 2012)

### Coppa del Mondo
- Miglior piazzamento in classifica generale: 60ª nel 2023

#### Coppa del Mondo - gare a squadre
- 2 podi:
  - 1 vittoria
  - 1 secondo posto

### Coppa Europa
- Miglior piazzamento in classifica generale: 61ª nel 2019

### South American Cup
- Miglior piazzamento in classifica generale: 7ª nel 2019
- Vincitrice della classifica di slalom gigante nel 2019
- 4 podi
  - 1 vittoria
  - 1 secondo posto
  - 2 terzi posti

#### South American Cup - vittorie
| Data           | Località  | Paese     | Specialità |
| -------------- | --------- | --------- | ---------- |
| 27 agosto 2018 | Las Leñas | Argentina | GS         |

Legenda:

GS = slalom gigante

SL = slalom speciale

### Campionati svizzeri
- 1 medaglia:
  - 1 bronzo (slalom gigante nel 2022)